# جوزپه گاریبالدی
جوزپه گاریبالدی ((به ایتالیایی: Giuseppe Garibaldi)؛ ۴ ژوئیه ۱۸۰۷، نیس – ۲ ژوئن ۱۸۸۲، کاپررا) یکی از مبارزان اصلی میهنی در جنگ استقلال ایتالیا بر ضد اتریشیها بوده است. به خاطر خدمات نظامی‌اش در آمریکای جنوبی و اروپا لقب قهرمان دو جهان را به او داده‌اند. گاریبالدی فرماندهِ جنگ‌های وحدت ایتالیا و قهرمان ملی این کشور به‌شمار می‌آید.

## پیشینه
گاریبالدی ۴ ژوئیه ۱۸۰۷ در شهر نیس در یک خانواده ماهیگیر متولد شد و در نیروی دریایی سلطنتی ساردنی-پیه‌مونته خدمت کرد. وی ابتدا در راه وحدت ایتالیا و ضد اتریش و بعداً ضد دولت پادشاهی ناپل و حکومت پاپ مبارزه کرد. در سال ۱۸۳۳ به سازمان مخفی «ایتالیای جوان» و مؤسس آن جوزپه ماتزینی پیوست. گاریبالدی در سال ۱۸۳۴ پس از یک قیام ناکام، دستگیر و به اعدام محکوم شد؛ اما توانست از طریق فرانسه به آمریکای جنوبی فرار کند و با شرکت در جنگهای آزادی‌خواهی آن دیار به تجارب نوینی در مبارزات چریکی دست یابد.
با شروع انقلاب سال ۱۸۴۸ گاریبالدی به ایتالیا بازگشت و با یک گروه چریکی در لمباردی علیه ارتش اشغالگر اتریش به مقابله پرداخت و سرانجام با پشتیبانی از انقلابیون ایتالیا و فراخوانی جمهوری روم در فوریه ۱۸۴۹، در مقابل اشغالگران فرانسوی و سربازان بوربونی، شجاعانه ایستادگی نمود؛ اما مجبور به عقب‌نشینی و فرار مجدد به آمریکا شد. در سال ۱۸۵۴ با پذیرفتن شرایطی، اجازه بازگشت به پیه‌مونته را دریافت نمود و در جزیره کاپررا (شمال ساردنی) به کشاورزی مشغول شد. پس از اندک زمانی به جنبش رهائی بخش ایتالیا پیوست. گاریبالدی در سال ۱۸۶۰ با همکاری کاوور از آزادیخواهان ایتالیا، جزیره سیسیل را از زیر سلطهٔ بوربون‌ها آزاد نمود. در جنگ بین فرانسه و آلمان در سال ۱۸۷۰–۱۸۷۱ گاریبالدی در حمایت از جمهوری نوخاسته فرانسه و علیه ارتش آلمان شرکت نمود. وی حتی برای مدت کوتاهی عضو اتحادیه ملی فرانسه بود. گاریبالدی دوش به دوش کاوور، ماتزینی و امانوئل دوم از شخصیت‌های اصلی «ریسورجیمنتو»∗ می‌باشد. او شکوه پیروزی و موفقیت انقلابی خود را مدیون جوشش و تحرک جسورانه‌اش بود که باعث تهییج احساسات و شوق مبارزان داوطلب و فداکارش∗ می‌گردید. او از نظر سیاسی دارای موضعی متزلزل و ناپایدار بود و هیچگاه نتوانست بین پادشاه و ماتزینی یکی را انتخاب نماید. چندین بار از روند سیاسی حکومت ملی و جوان و نوپای ایتالیا سرخورده و ناامید شد و سرانجام به اتفاق طرفداران خود در مجلس ایتالیا، به چپ‌ترین جناح موجود پیوست.

## جستار پیوسته
- سیسیل